# Mai dire...
(Il saluto della Gialappa's Band in apertura di tutte le trasmissioni di Mai dire...)
(Gialappa's Band)

La Gialappa's Band, 1993 circa

Mai dire... è una serie di programmi televisivi e radiofonici, presenti nei palinsesti dal 1989, creati e condotti dalle voci fuori campo della Gialappa's Band.
Si tratta del format simbolo della Gialappa's Band, che con le loro voci fuori campo hanno segnato modi di dire e di fare lungo un arco di oltre trent'anni, lanciando comici emergenti o rilanciandone altri già noti e affermati.
Il lavoro meticoloso tra Gialappa's, autori e comici ha fatto sì che si ripresentassero di fatto ogni anno con uno stile simile ma sempre diverso nel riproporre parodie, imitazioni e creazioni di personaggi o sketch originali che fossero da prima inerenti al mondo del calcio (di fatto rompendo quella serietà austera che in genere si respirava in altri programmi di calcio), e più avanti aperti anche ai fatti più quotidiani e popolari, spaziando dalla politica alla società, fino alle assurdità che spesso circondano il bel paese. Il buon riscontro di pubblico che il format ha avuto nel corso degli anni è anche dovuto all'elevato numero di comici che hanno contribuito ai vari programmi di Mai dire. Dalle idee originali dei programmi sono nati modi di dire, tormentoni o stili comici che ancora oggi si possono ritrovare in alcune delle espressioni più famose che vengono riproposte sia in TV che nel parlato comune.
Il marchio Mai dire, registrato da Mediaset, non può essere utilizzato da altre aziende radiotelevisive. Per questo motivo, la Gialappa's sostituisce il «Mai» con «Rai» nelle trasmissioni realizzate sulla TV pubblica, con «Sky» in occasione del Campionato mondiale di calcio 2006 commentato su Sky, con «Noi» nei programmi realizzati per RTL 102.5 e con «Twitch» per le dirette commentate sulla piattaforma Twitch, mentre per Radio Deejay, in occasione dei mondiali 2010, è stato usato il nome «Mai Deejay Gol». Diversa la formula per la collaborazione con la piattaforma DAZN, dove il nome del programma è posto sotto forma di domanda, mantenendo l'assonanza col claim: «Sai dire DAZN?». Unico invece l'utilizzo del loro nome «Gialappa's» quando le dirette sono state sia su Twitch che su YouTube.

## Mai dire Banzai
Mai dire Banzai è stato trasmesso su Italia 1 dal 1º luglio 1989 al 25 agosto 1990 al sabato in seconda serata (più volte è stato replicato), e ha portato al successo televisivo il trio della Gialappa's Band.

## Mai dire Mundial
Mai dire Mundial è stato trasmesso su Italia 1 prima dell'inizio dei campionati mondiali del 1990, dal 9 maggio al 6 giugno 1990 per sei puntate, inizialmente a cadenza settimanale ogni mercoledì in seconda serata, poi le ultime tre puntate vennero trasmesse in tre giorni di fila. La Gialappa's Band commenta a posteriori le fasi salienti di alcune partite dei campionati mondiali precedenti, come Italia - Germania Ovest del 1982; Argentina - Olanda del 1978; Germania Ovest - Olanda del 1974.

## Mai dire Gol
Mai dire Gol è stato uno dei programmi più distintivi e longevi della Gialappa's, con la "classica" formula che miscela azioni calcistiche, interviste confuse di calciatori ed allenatori e scenette comiche in studio, in onda dal 18 novembre 1990 al 25 febbraio 2001.
La Gialappa's ha condotto anche altri programmi televisivi e radiofonici ispirati al calcio:

### Mai dire Mondiali
Per i Mondiali di calcio del 1994 negli Stati Uniti, dal 20 giugno al 17 luglio, nelle 4 settimane di durata della kermesse internazionale la Gialappa's condusse questo programma dedicato con due puntate a settimana: il lunedì e il giovedì dalle 20:00 alle 20:30. I contenuti erano quelli dello stile di Mai dire Gol, con la partecipazione di vari ospiti e comici come Antonio Albanese, Teo Teocoli e Marco Milano. La sigla di apertura era Nessuno allo stadio di Elio e le Storie Tese, i quali hanno spesso collaborato con la Gialappa's Band per quanto riguarda le sigle dei loro programmi (in particolare Mai dire Gol) ed essendo stati spesso presenti in studio.

#### Mai dire Mondiali FIFA
In occasione dei Mondiali di calcio di Russia 2018, la Gialappa's torna a commentare la manifestazione sportiva sulle reti Mediaset dopo 24 anni con lo stesso format utilizzato nelle edizioni di Rai dire Gol e Sky dire Gol, oltre che in altre reti radiofoniche, ovvero con ospiti in studio, alcuni dei quali nativi e tifosi delle nazioni che si sfidano nella partita commentata. Mai dire Mondiali FIFA andava in onda su Mediaset Extra e in contemporanea anche in radio su Radio 105. Le partite commentate dal trio sono state 35.

### Rai dire Gol
Durante i Mondiali di calcio di USA 1994, la Gialappa's si spostò su Rai Radio 2, quindi in Rai, con una nuova trasmissione, chiamata Rai dire Gol dove commentò 25 partite della manifestazione in pieno stile paradossale, con gli interventi e le musiche di Elio e le Storie Tese oltre a svariati ospiti: in studio erano infatti presenti i tifosi delle due nazionali che si sfidavano nella partita che veniva seguita dalla Gialappa's. Altri ospiti erano i comici delle trasmissioni del trio o altri personaggi famosi. Questo temporaneo spostamento si ripeté anche per i successivi mondiali di Francia 1998 (30 partite), Sud Corea-Giappone 2002 (28 partite) e Germania 2006 (in collaborazione con SKY, 46 partite) oltre che per gli Europei di Belgio-Olanda 2000. 

#### Rai dire Europei
Dagli europei del 2004, la trasmissione prende il nome di Rai dire Europei, mentre per i mondiali rimane sempre Rai dire Gol: seguono così gli europei di Portogallo 2004 (20 partite) e Austria-Svizzera 2008 (20 partite). Dopo aver lasciato Radio Rai nel 2010 tornano nel 2016, riprendendo a distanza di 8 anni il format in occasione degli europei di Francia 2016 in onda sia su Rai Radio 2 che su Rai 4 dove hanno commentato 26 partite.

#### Rai dire Nazionale
Dal 1º settembre 2016 all'11 giugno 2017, la Gialappa's Band ha condotto Rai dire Nazionale, in onda su Rai 4. Il trio commenta, insieme agli ospiti in studio, le partite della Nazionale italiana di calcio riguardanti amichevoli e qualificazioni ai Mondiali di Russia 2018. Il format è il medesimo di Rai dire Europei. Il programma andava occasionalmente in onda anche in radio sulle frequenze di Rai Radio 2.

### Mai dire Serie A
Nell'agosto 2005 la Gialappa's Band partecipa con Paolo Bonolis e Monica Vanali nel rotocalco calcistico di Canale 5 Serie A - Il grande calcio, che prese il posto di 90º minuto. Con il polemico abbandono di Bonolis e i non soddisfacenti dati Auditel, dal 20 novembre nasce Mai dire Serie A. Il nuovo programma resta inglobato ancora per un paio di settimane nella trasmissione sotto la nuova conduzione di Enrico Mentana, dove gli interventi della Gialappa's sono però relegati nell'ultimo quarto d'ora di messa in onda, dalle 19:45 alle 20:00. Mai dire Serie A finisce il 15 gennaio 2006 in quanto il trio torna su Italia 1 con uno spazio più ampio.

### Mai dire G
Dal 22 gennaio al 14 maggio 2006 la Gialappa's torna su Italia 1 alla domenica sera con Mai dire G, un contenitore di frammenti e sketch vecchi e nuovi della durata di un'ora, dalle 19:00 alle 20:00, venendo però ridotto a mezz'ora verso la fine della stagione. Questo programma nasce anche per dare spazio alla fascia preserale dei reality show del Grande Fratello e La fattoria. La Gialappa's Band decide di rispondere a tono creando su Italia 1 questo programma (in cui la "G" è intesa per Gol e Grande Fratello). Il programma era così strutturato:
- L'inizio parte con Mai dire GF Graffiti Intro, ovvero i vecchi ricordi delle passate edizioni di Mai dire Grande Fratello.
- Dopo circa 20 minuti aveva inizio Mai dire Gol, con la classica formula del commento ai gol della giornata calcistica.
- Alla fine si ritornava ai vecchi spezzoni, nuovamente con Mai dire GF Graffiti Outro.

### Sky dire Mondiali
In occasione dei Mondiali di calcio in Germania del 2006, dal 9 giugno al 9 luglio la Gialappa's ha avuto in concessione da Sky Italia (in collaborazione con Radio 2) un canale del pacchetto Calcio (per la precisione il 254) dove hanno commentato sarcastici le partite insieme a vari ospiti.

### Noi dire Gol
Nel 2010, per i Mondiali di calcio in Sudafrica, la Gialappa's Band trasloca su RTL 102.5 (anche su RTL 102.5 TV) mantenendo pressoché invariata la consueta modalità di commento delle partite, coadiuvati dagli inviati della radio in Sudafrica. Il trio comico ha proseguito la collaborazione con RTL 102.5 anche nel 2012 commentando le partite che non coinvolgono l'Italia, in occasione degli Europei di calcio in Polonia e Ucraina, e nel 2014, in concomitanza con i Mondiali in Brasile. Nel 2011 è andato in onda invece Noi dire Champions dove hanno commentato la finale di Champions League di quella stagione.

Dal 2021 il programma torna in onda in radio (RTL 102.5) e in televisione (RTL 102.5 TV) per seguire tutte le partite degli Europei 2020. Per la prima volta in assoluto, un programma della serie Mai dire... e derivati non vede la Gialappa's Band alla conduzione. Al loro posto un gruppo di nove conduttori che si alternavano in gruppi. Il programma dalla stagione 2021-2022, segue anche le partite della Nazionale di calcio e delle squadre italiane in Champions League. Per i Mondiali 2022 il gruppo di conduttori scende a cinque commentando tutte le partite. 

### Mai Deejay Gol
Nel 2010, l'impegno in radio è doppio, infatti la Gialappa's Band è in onda anche su Radio Deejay per tutto il periodo dei Mondiali di Sudafrica 2010, dove commenta tutti i giorni dalle 13:00 alle 14:00 per un'ora, il campionato del mondo di calcio insieme a vari ospiti e comici.

### Twitch dire Europei
Nel 2021 la Gialappa's (senza Carlo Taranto) segue gli Europei 2020 sulla piattaforma di live streaming Twitch abbandonando per la prima volta televisione e radio. Marco Santin e Giorgio Gherarducci commentano comparendo pure in video (anche questa una prima volta) 29 partite del campionato europeo itinerante di calcio, affiancati da alcuni giornalisti sportivi per il commento tecnico (come Carlo Pellegatti e Giampaolo Gherarducci, fratello di Giorgio e giornalista sportivo di Mediaset), oltre ad altri ospiti.

Il programma è stato realizzato in collaborazione con RDS Next. Il format richiama in parte quello storico in cui intervengono i tifosi delle nazionali che si sfidano nella partita. La sigla del programma è #TiLovvo dei Gem Boy.

#### Twitch dire Playoff
In conclusione della stagione 2021-2022 di Serie B, Marco Santin e Giorgio Gherarducci affiancati dal giornalista Carlo Pellegatti, commentano sulla piattaforma Twitch le finali dei playoff promozione del campionato cadetto (26 e 29 maggio 2022) tramite live reaction, basandosi sullo stile collaudato di Twitch dire Europei. La partnership è sponsorizzata da BKT, title sponsor della Serie B.

#### Twitch dire Mondiali
Dal 3 al 18 dicembre 2022, Marco Santin e Giorgio Gherarducci con al fianco sempre Carlo Pellegatti, hanno commentato su Twitch la fase finale del Mondiale di Qatar 2022 con il solito format consolidato anche se gli ospiti sono per la maggiore collegati da remoto. Il commento riguarda solo 15 partite (dagli ottavi di finale in poi) a causa di impegni pregressi dell'ormai duo. Gli studi utilizzati sono di proprietà di Be.Pi.TV dell'imprenditore Piero Bene, motivo per cui la trasmissione si alterna tra i canali della Gialappa's Band e quelli del primo canale di Be.Pi TV.

#### Gialappa's dire Europei
Dal 14 giugno al 14 luglio 2024, Marco Santin e Giorgio Gherarducci hanno seguito gli Europei 2024 in Germania sui loro canali Twitch e YouTube dal Telepass Store di Milano con la consueta formula già usata in passato: commento in diretta delle partite con gli ospiti, alcuni dei quali delle nazionalità delle squadre che si affrontano. Le partite commentate sono state 30. La terza voce alla conduzione è quella di Andrea Amato. La sigla del programma è Zim Zalabim, di Vittorio Cosma.

### Sai dire DAZN?
Dal 13 marzo al 10 aprile 2022, la Gialappa's (sempre senza Carlo Taranto) inizia a collaborare con la piattaforma OTT DAZN, per la quale commenta occasionalmente, su un canale audio secondario, il posticipo domenicale di Serie A. 
A contorno della partita, la Gialappa's realizza un breve contenuto di pochi minuti denominato Sai dire DAZN?, dove l'ormai duo commenta gli episodi più curiosi avvenuti nei pre e nei post-partita o durante la realizzazione dei contenuti esclusivi della piattaforma, sottolineando i vari imprevisti o le "papere" dei numerosi volti della stessa.

#### Mai dire Lost
Il 1º aprile, Marco Santin e Giorgio Gherarducci iniziano una seconda breve collaborazione con DAZN, insieme ai due autori e conduttori di Lost in the Weekend, spazio adibito al commento sarcastico di papere e "gollonzi" della settimana calcistica italiana ed europea che va terminando, danno vita al format Mai dire Lost, che vede l'aggiunta del commento di Marco e Giorgio (ancora presenti in video).

## Mai dire TV
Mai dire TV, ideata con la collaborazione di Davide Parenti, venne trasmessa da Italia 1 dal 5 ottobre 1991 al 21 luglio 1993. Era una sorta di collage delle stranezze e delle follie delle televisioni locali italiane nel periodo della loro massima fioritura (i primi anni novanta) e delle televisioni estere, montato e commentato, con l'usuale ironia caustica e dissacrante, dalle voci della Gialappa's Band, in modo da mantenere la finzione scenica di una «diretta» in cui gli spettatori seguono l'improbabile «zapping» satellitare dei tre «narratori».

## Mai dire Giro
Mai dire Giro è stato un programma televisivo condotto dalla Gialappa's Band, in onda tra maggio e giugno del 1993 in seconda serata su Italia 1. Il programma nasce in concomitanza del passaggio dei diritti televisivi del 76º Giro d'Italia dalla Rai alle allora reti Fininvest. La sigla della trasmissione era la canzone La maglia rosa cantata da Totò sulle note del Barbiere di Siviglia, nella celebre pellicola Totò al giro d'Italia. Tra le rubriche presenti in ogni puntata figurava Il borsino di Gimondi.

## Mai dire 94/98/99/2000
Occasionalmente la Gialappa's dava appuntamento ai telespettatori per una puntata speciale di fine anno nella quale venivano mostrati tutti i filmati più divertenti delle loro trasmissioni dell'anno solare che volgeva al termine. Rubriche come A grande richiesta o Il meglio del... permettevano così di rivedere i filmati più belli.
- Mai dire '94 - Un anno di sport (21 dicembre 1994)[16], conduttori: Gialappa's Band, Teo Teocoli e Antonio Albanese.
- Mai dire 98 (27 dicembre 1998), conduttori: Gialappa's Band.
- Mai dire 99 (30 dicembre 1999)[17], conduttori: Gialappa's Band.
- Mai dire 2000 (27 dicembre 2000)[18], conduttori: Gialappa's Band.

## Mai dire Maik
Mai dire Maik era il demenziale quiz della Gialappa's Band, basato sulla storia dei programmi del trio, in onda dal 24 gennaio 2000 all'8 giugno 2001 su Italia 1.
Prima edizione
La prima edizione, andata in onda dal 24 gennaio al 23 giugno 2000, andava in onda su Italia 1 dal lunedì al venerdì alle 14:30 e, alla conduzione, si alternarono Cologno De Luigi, candido presentatore interpretato da Fabio De Luigi, e Mimmo Orientabile, eccentrico conduttore interpretato da Maurizio Crozza; la presenza femminile (presente in tutte le puntate) era invece quella di Ellen Hidding.
Il finto quiz si basava sulle domande riguardanti video degli show del passato della Gialappa's, in primis Mai dire Gol; alle domande dovevano rispondere due concorrenti che rimanevano per una settimana, una donna (sempre la campionessa, che aveva una postazione bella e pulita) e un uomo (sempre lo sfidante, che aveva una postazione sporca e cadente). Chi diventava il vincitore della settimana vinceva un premio-celebrità, ovvero l'onore di sentire il proprio nome citato da un personaggio famoso (molto spesso si trattava di artisti che avevano già collaborato con la Gialappa's) durante una sua esibizione a teatro o in televisione (nel lunedì successivo veniva poi mostrato un filmato che testimoniava questa citazione). La parete dello studio era tempestata delle e-mail che arrivavano in redazione e delle foto delle presunte fidanzate di Cologno, il quale ci provava con tutte le concorrenti.
Le memorabili caratteristiche di Cologno De Luigi erano:
- la sua mania di urlare Rischio! (come faceva il presentatore Mike Bongiorno nel suo celebre quiz Rischiatutto) correndo forsennatamente verso la telecamera e sempre nei momenti di minor pertinenza con la gara;
- i suoi momenti dello sponsor, dove canticchiava De Luigi, la scarpa che tu preferigi, pam! oppure Agenzia matrimoniale De Luigi, o ci sposiamo o diventiamo amigi, pam!, scuotendo la testa e battendo il piede a ritmo di musica.

Altra presenza dello show, nelle puntate condotte da Mimmo Orientabile, era quella del Pupazzo Gnappo, interpretato da Ugo Dighero, incaricato di portare Tanta fortuna! ai concorrenti e che raccontava, tra una domanda e l'altra, delle storielle oscene che però lui definiva favolette per bambini. In alcune puntate partecipavano come guest-star anche alcuni comici che avevano già collaborato ai programmi del trio come ad esempio Luciana Littizzetto, che fu presente per un'intera settimana interpretando lo storico personaggio di Sabbry. Il 22 giugno 2000 andò in onda una puntata speciale in prima serata dal titolo Mai dire Maik - Gran Galà in cui per la prima volta furono presenti sia Cologno De Luigi sia Mimmo Orientabile e il Pupazzo Gnappo con tutti i concorrenti che avevano partecipato alla trasmissione durante l'anno che si alternavano nel rispondere alle domande. La prima serie si concluse il 23 giugno 2000.
Seconda edizione
La seconda serie, in onda dal 7 maggio all'8 giugno 2001, andava in onda come la precedente dal lunedì al venerdì in seconda serata verso mezzanotte sempre su Italia 1 ed era presentata dal Mago Forest affiancato ancora da Ellen Hidding. I concorrenti, in questa serie, erano sempre dei VIP; il campione era sempre Sergio Volpini, personaggio della prima edizione del Grande Fratello divenuto noto come Ottusangolo (sempre per merito dei tre conduttori), mentre nel ruolo di sfidante si alternarono varie showgirls come Federica Fontana, Tamara Donà o Martina Colombari mentre il meccanismo del gioco era lo stesso dell'anno precedente. La seconda edizione di Mai dire Maik sancì l'esordio alla conduzione dei programmi della Gialappa's del Mago Forest e, contemporaneamente, la fine del sodalizio con la Hidding.

## Mai dire Grande Fratello
Mai dire Grande Fratello è stato un programma televisivo condotto dalla Gialappa's Band, in onda dal 28 settembre 2000 al 23 marzo 2009 su Italia 1 e dal 30 marzo 2009 al 1º aprile 2012 su Canale 5. Il programma nasce in concomitanza con l'inizio dell'edizione italiana del Grande Fratello.
Il trio della Gialappa's prende di mira gli inquilini della casa più spiata d'Italia attraverso filmati dalla casa e imitazioni dei comici. La trasmissione venne ideata anche perché in quel periodo Mediaset non deteneva i diritti sui campionati di calcio maggiori, oltre che per sfruttare il grande successo riscosso dal reality show. In questo modo il "trio fantasma" poté sopperire alla scarsità di materiale a disposizione per commentare partite di calcio e fu anche l'occasione di uscire parzialmente dagli usuali canoni, sebbene lo stile adottato possa definirsi sostanzialmente invariato. Quando un concorrente è eliminato, vi è l'accompagnamento musicale del tema di Missing - Scomparso di Vangelis (la stessa musica che accompagnava l'esonero di un allenatore in Mai dire Gol).
Il programma ha reso celebri alcuni concorrenti che hanno partecipato al reality come ad esempio: Sergio Volpini (Ottusangolo), Francesco Gaiardelli (Medioman), Pasquale Laricchia (Ipotenusa), Katia Pedrotti (Darlavia), Roberto Mercandalli (Cumenda), Massimo Brozzi (Orsacchio), Domenico Turi (Anzianotti), Marcello Torre Calabria (Carismio) e Luca Di Tolla (Trapattonio).
La trasmissione è stata cancellata nel 2014, in concomitanza con l'avvio del Grande Fratello 13, non venendo confermata da Mediaset per motivi economici.
Prima edizioneLa prima puntata andò in onda alle 0:05 del 29 settembre 2000. Gli appuntamenti erano settimanali, 40 minuti nella seconda serata del giovedì, mentre dall'11 ottobre si aggiunse un'ulteriore puntata al mercoledì nella stessa fascia oraria fino al 22 novembre, quando gli autori del Grande Fratello ottennero la cancellazione di questa puntata aggiuntiva perché ritenevano che il grande seguito che aveva potesse influenzare il voto sulle eliminazioni dei correnti. La polemica rientrò in ogni caso con la seconda edizione dei programmi, perché i dati di ascolto dimostrarono che le trasmissioni avevano funzione di traino l'una per l'altra. L'edizione termina il 21 dicembre 2000.
Seconda edizioneIniziò il 23 settembre 2001 e si spostò alle 20:30 della domenica per un'ora di trasmissione in diretta, poi portate a due. Novità di questa edizione furono la conduzione in studio del Mago Forest e la presenza di comici come Fabio De Luigi che interpreta MedioMan, l'ingegner Cane (che progetta il ponte sullo Stretto di Messina), il pagliaccio Baraldi, Guastardo e Olmo mentre Paola Cortellesi interpreta il Ministro Moratti, Daria Bignardi, la Cortelletti e Vanette. Rilevante anche la diretta di alcuni momenti dall'interno della casa. In questa edizione esordiscono le Letteronze, parodia delle Letterine di Passaparola, formate da: Gloria Anselmi, Cosmanna Ardillo, Giulia Olivetti, Eleonora Rossi, Monica Somma e Valeria Sonzogni, le quali si esibiscono in stacchetti. Compare per la prima volta l'orchestra, che tornerà successivamente da Mai dire Domenica in poi. Talvolta la Gialappa's si collegava in diretta con la Casa del Grande Fratello per commentare in diretta ciò che accadeva. La sigla di apertura e quella di chiusura variavano di puntata in puntata ma sempre composte da Savino Cesario, talvolta cantate dal duo Cortellesi-De Luigi nei panni di Vanette e Olmo. L'edizione termina il 27 dicembre 2001 con una puntata speciale dal titolo Il meglio di Mai dire Grande Fratello.
Terza edizioneIniziò il 7 febbraio 2003 tornando alla seconda serata intorno alle 23:00 per mezz'ora di trasmissione. Si tornò ai soli filmati commentati dal trio senza uno studio. Il giorno di messa in onda era il venerdì. L'edizione termina il 9 maggio 2003.
Quarta edizioneIniziò il 29 gennaio 2004, il giorno della messa in onda è il giovedì. Tornano i comici (Fabio De Luigi e Gabriella Germani) a parodiare i concorrenti della casa. L'edizione termina il 6 maggio 2004.
Quinta edizioneDopo l'intermezzo, tra il 2004 e il 2006 del nuovo format Mai dire Grande Fratello & Figli, il 29 gennaio 2007 torna, sempre su Italia 1, Mai dire Grande Fratello nella seconda serata del lunedì con il solito commento caustico del trio. Le puntate sono divise in due parti. L'edizione termina il 23 aprile 2007.
Sesta edizioneIniziò il 24 gennaio 2008, il giorno della messa in onda è il giovedì. Ubaldo Pantani collabora con le sue imitazioni. La puntata finale va in onda il 18 marzo 2008, eccezionalmente di martedì e dura un'ora e 40 minuti. La Gialappa's continuò ad occuparsi del reality all'interno di Mai dire Martedì dalla settimana successiva.
Settima edizioneIniziò il 19 gennaio 2009, il giorno della messa in onda è il lunedì, intorno alla mezzanotte. La durata del programma è di un'ora e 30 minuti circa, poi gradualmente diminuita nel corso delle puntate fino a 40 minuti. Dopo dieci puntate, dal 30 marzo 2009, la trasmissione viene promossa su Canale 5, subito dopo la fine della puntata del Grande Fratello. La puntata finale va in onda il 3 maggio 2009, eccezionalmente di domenica in prima serata per due ore di trasmissione.
Ottava edizioneIniziò il 2 novembre 2009, il giorno della messa in onda rimane il lunedì, sempre su Canale 5 subito dopo la puntata del Grande Fratello. In questa edizione non ci furono le consuete imitazioni dei concorrenti partecipanti. La puntata finale va in onda il 14 marzo 2010, eccezionalmente di domenica.
Nona edizione

Iniziò il 25 ottobre 2010, il giorno della messa in onda rimane il lunedì, sempre su Canale 5 subito dopo la puntata del Grande Fratello. In questa edizione la Gialappa's commenta la puntata del Grande Fratello in diretta su Premium Extra 1, canale della piattaforma digitale Mediaset, nella loro trasmissione Mai dire Grande Fratello Premium il cui audio va in onda anche sulle frequenze di Radio R101. La puntata finale va in onda il 18 aprile 2011.
Decima edizioneIniziò il 31 ottobre 2011, il giorno della messa in onda rimane il lunedì, sempre su Canale 5 subito dopo la puntata del Grande Fratello. Vengono trasmessi anche i vecchi episodi (oltre ad alcuni inediti) di MedioMan in occasione dei 10 anni dal suo esordio. Le puntate durano circa 45 minuti. La puntata finale va in onda il 1º aprile 2012.

### Mai dire Grande Fratello & Figli
Mai dire Grande Fratello & Figli è stato un programma televisivo condotto dalla Gialappa's Band in onda dal 4 ottobre 2004 al 6 marzo 2006 su Italia 1, venendo promosso su Canale 5 dal 14 marzo al 9 maggio 2006. La nuova formula prevede la classica presa in giro del Grande Fratello con la novità dell'aggiunta dei reality del periodo.
Prima edizioneIl programma inizia il 4 ottobre 2004 e andava in onda il lunedì in diretta e in prima serata (poi spostato in seconda dall'8 novembre) ed era composto da soli filmati commentati dal trio, oltre ai contributi dei comici. Gli altri reality che vengono presi in giro sono L'isola dei famosi, Campioni, il sogno, La Fattoria, Music Farm, Cambio moglie e Paradise Hotel. Tornano le imitazioni e le creazioni di nuovi personaggi e pseudo-reality (tra questi c'è Lettera 22, di Emilio Gatto e Alessandro Cantarella, ambientato in una macchina da scrivere dove si narrano le disavventure delle lettere contro il loro dispotico scrittore e la tecnologia moderna (ad esempio il computer), e L'Intelligente, basato invece sulla politica italiana, «in onda tutti i giorni, che lo vediate o no»). Esordisce nei programmi della Gialappa's Maccio Capatonda (nome d'arte del comico Marcello Macchia) e il suo cast con l'ideazione di assurdi pseudo-reality volti a prendere in giro quelli del periodo (Il Divano Scomodo, Il Gabinetto e Il Grand'angolo). L'edizione termina il 29 novembre 2004.
Seconda edizioneParte il 30 gennaio 2006 su Italia 1, il lunedì in seconda serata. Dopo sei puntate, dal 14 marzo, grazie ai buoni risultati, viene promosso su Canale 5 di martedì nella stessa fascia oraria. La novità è il conduttore: torna infatti il Mago Forest insieme ai vari comici che vanno a comporre il cast, tra cui Ubaldo Pantani, Marcello Cesena e Caterina Guzzanti. In questa edizione torna anche lo studio molto più simile ad un vero e proprio studio tv (nelle precedenti edizioni di Mai dire... vi era una specie di "casa-studio tv"). Gli altri reality ironizzati sono La Fattoria, Music Farm e Campioni, il sogno. In ogni puntata viene presentato un ospite a sorpresa, un vero concorrente del Grande Fratello, solitamente appena escluso. Il programma termina il 9 maggio 2006.

### Mai dire Reality
Mai dire Reality è stato un programma televisivo condotto dalla Gialappa's Band in onda dal 3 ottobre al 21 novembre 2006 in seconda serata ogni martedì su Italia 1 alle 23:45 per 35 minuti, poi portati ad un'ora.

Il programma è l'erede di Mai dire Grande Fratello & Figli ma in questa versione non è presente il padre del genere in quanto non in onda. I reality presi di mira sono: L'isola dei famosi, Wild West, La pupa e il secchione, Cambio moglie, Unan1mous e Reality Circus. All'inizio di ogni puntata vi è la parodia di Margherita Hack effettuata da Marcello Cesena, mentre all'interno vi sono gli episodi degli pseudo-reality L'Intelligente, di Walter Fontana, e Il Pianeta dei Famosi, di Marcello Cesena. Alla fine del programma viene proposto un filmato del passato.

#### Mai dire Pupa
Mai dire Pupa è stato un programma televisivo condotto dalla Gialappa's Band, in onda dal 25 aprile al 7 giugno 2010 ogni domenica in terza serata verso l'una di notte su Italia 1, subito dopo alla puntata de La Pupa e il secchione.

Scritto dal celebre trio insieme ad Enzo Santin, con Viviana Aguzzi come produttore esecutivo, il tema è la satira sulla seconda edizione programma La pupa e il secchione (la prima edizione era già stata bersaglio del trio in Mai dire Reality del 2006).

#### Mai dire Isola
Mai dire Isola è stato un programma televisivo condotto dalla Gialappa's Band, in onda dal 14 febbraio al 18 aprile 2018 su Italia 1. Il programma va in onda ogni mercoledì in seconda serata e dal lunedì al venerdì alle 19:25 in forma ridotta con la durata di 10 minuti.

La trasmissione vede il trio della Gialappa's continuare a focalizzarsi sui reality prendendo di mira i naufraghi de L'isola dei famosi.

### Mai dire Grande Fratello Show

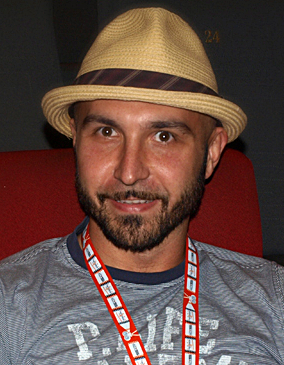
Il comico Maccio Capatonda nel 2010

Mai dire Grande Fratello Show è stato un programma televisivo condotto in diretta dalla Gialappa's Band, il Mago Forest e Lola Ponce, in onda dal 24 febbraio al 28 aprile 2009. La trasmissione, in onda ogni martedì dalle 22:10 alle 23:55, prende in giro, come al solito, il reality di Canale 5 oltre a proporre sketch del proprio cast di comici.
Partecipano alla trasmissione Virginia Raffaele (con le imitazioni delle concorrenti del Grande Fratello 9 Cristina Del Basso e Federica Rosatelli e della cantante Malika Ayane), Andrea Di Marco (nell'imitazione di Gerry, concorrente non vedente del Grande Fratello 9, il cantautore Povia, Don Giorgione), Gigi e Ross, Andrea Ceccon e Enrique Balbontin, Fabrizio Casalino (interpretando l'adolescente Mirko, il vescovo negazionista Richard Williamson, il cantautore Gianluca Grignani e il presentatore di Sciccherie, programma dai contenuti lussuosi per soli ricconi), il duo Nuzzo e Di Biase (nel corto Salvate anche il soldato Jimmy e nella parte di un agente immobiliare con cliente al seguito) e Maccio Capatonda e il suo cast con la sua rubrica Trailer (la fiction-parodia Padre Maronno, divenuta "per un errore della costumista" L'Ispettore Catiponda e infine mutata in L'Ispettore Santo MaroPonda).
Uno sketch che riscosse molto successo, ancora opera di Maccio Capatonda, fu quello di Piccol, che prendeva in giro gli spot pubblicitari della nota catena di supermercati Lidl, presentando offerte di prodotti surreali. Compaiono poi gli spot di un metodo che dovrebbe "fermare la mente", Brain Stop, realizzati da Walter Fontana. Completa il quadro la serie a puntate Terminenzio, parodia di Terminator, con Emilio Gatto e Alessandro Cantarella.

### Mai dire Grande Fratello VIP
Mai dire Grande Fratello VIP è stato un programma televisivo condotto dalla Gialappa's Band in onda dal 27 settembre 2017 all'11 dicembre 2018 su Italia 1. Il programma andava in onda ogni mercoledì in seconda serata e come striscia quotidiana dal lunedì al venerdì, con la durata di 10 minuti e con il titolo di Mai dire GF VIP Polpette.
Il programma segnò il ritorno della Gialappa's Band in Mediaset e in particolare il ritorno alla conduzione di un programma dedicato al noto reality del Grande Fratello dopo oltre cinque anni. La trasmissione ricalca lo stile dello storico Mai dire Grande Fratello, ovvero il commento sarcastico del trio attraverso filmati, su ciò che accade nella casa del reality, i cui inquilini però sono VIP.
Prima edizione
Il programma inizia il 27 settembre 2017, anticipato dal 7 novembre al martedì. La striscia quotidiana Mai dire GF VIP Polpette va in onda dal lunedì al venerdì alle 19:00. L'edizione termina il 5 dicembre 2017.
Seconda edizione
Parte il 3 ottobre 2018, venendo anticipato dal 23 ottobre al martedì, e tratta la terza edizione del reality. La striscia quotidiana Mai dire GF VIP Polpette va in onda dal lunedì al venerdì alle 18:20. L'ultima puntata va in onda l'11 dicembre 2018.

## Rai dire Sanremo
Rai dire Sanremo è stata una trasmissione radiofonica in onda dal 26 febbraio 2001 al 21 febbraio 2009 su Rai Radio 2.
Nasce allo scopo di commentare in diretta le canzoni, i cantanti, e tutto ciò che riguarda il Festival di Sanremo nel tipico modo irriverente della Gialappa's. Nata nel periodo in cui la Gialappa's spostava il suo raggio d'azione dal calcio al varietà, la trasmissione venne riproposta ogni anno in occasione della kermesse canora, mettendola in una luce più divertente, e sottoponendo i cantanti a interviste spesso fortemente canzonatorie grazie anche ai collegamenti con il retropalco con diversi inviati. In trasmissione è frequente il contributo di ospiti come Paola Cortellesi, Fabio De Luigi, il Mago Forest, Vittorio Cosma e molti altri protagonisti delle trasmissioni televisive della band spesso protagonisti di varie imitazioni. Dal 2003 un vero e proprio personaggio è diventato Rudy Zerbi, presidente della Sony Music italiana, spesso preda delle prese in giro della Gialappa's, ma anche fonte di numerose anteprime e dietro le quinte sullo svolgimento della kermesse canora. Nel 2005 è andata in onda nelle due settimane antecedenti al Festival, sempre sulle frequenze di Radio 2, Aspettando Rai dire Sanremo, sempre con la Gialappa's.
Numerosi, durante le varie edizioni, i battibecchi con gli artisti: da Mario Venuti a Mango, quest'ultimo protagonista di un'intervista molto polemica, in cui rifiutò arrabbiato l'etichetta di "svolta rock" (peraltro proposta senza intento polemico) per la sua canzone, divenendo così bersaglio di numerosi sfottò. Da ricordare anche i procurati litigi tra Loredana Bertè e il Maestro Beppe Vessicchio.
Nel 2010 la trasmissione è stata cancellata per le decisioni del nuovo dirigente di Rai Radio 2 Flavio Mucciante.
Inviati dal dietro le quinte
- Dal 2001 al 2004: Flavia Cercato, Betty Senatore e Fabio Canino.
- 2005: Victoria Cabello.
- 2006: Flavia Cercato.
- 2007: Marcella Volpe.
- Dal 2008 al 2009: Massimo Cervelli e Roberto Gentile (conduttori della trasmissione di Radio 2 Gli Spostati).

Inoltre per vari anni Marco Santin, per alcune delle serate, è stato lui stesso inviato dal Teatro Ariston insieme agli altri inviati.
Tormentoni e iniziative
La trasmissione ha cercato in un modo o nell'altro di portare sempre la radio sul palco di Sanremo attraverso tormentoni, oggetti o altre iniziative con la collaborazione dei cantanti in gara e degli ospiti della kermesse.
- 2001: I Sottotono regalarono il perizoma di Flavia Cercato a Raffaella Carrà.
- 2002: Fiorello anticipò che avrebbe tastato le parti intime di Pippo Baudo.
- 2003: Il tormentone Situation (parola ripetuta spesso da Sergio Cammariere) fu ripetuto da decine di cantanti e ospiti, creando imbarazzo da parte di Baudo sul palco e incuriosendo la stampa: nella parte finale dell'ultima sera numerosi cantanti entrarono in scena con scritte inneggianti a Situation e la vincitrice Alexia inserì il termine nella sua esibizione finale dopo la vittoria.
- 2004: Fu il canguro a rappresentare il tormentone: alcuni cantanti saltellarono prima dell'esibizione, Adriano Pappalardo lo citò nella sua canzone e durante l'ultima parte della serata finale tutti i cantanti premiati e i giurati (fra cui la Cercato) si presentarono con adesivi raffiguranti l'animale, davanti a una basita Simona Ventura.
- 2005: La Gialappa's si esibì come ospite di Alexia.
- 2006: Il trasmettitore radio (soprannominato da Marco Santin "cialdone" o "mamozzone") fu consegnato al conduttore Giorgio Panariello, che lo portò sul palco.
- 2007: L'inviata Marcella Volpe salì sul palco come uno dei sosia di Daniele Silvestri nella coreografia della sua esibizione durante la serata finale.
- 2009: Tramite gli inviati nel retropalco, la Gialappa's è riuscita a far mostrare ad alcuni artisti il triangolo rosa, simbolo della tolleranza sessuale, per contrapporsi alle polemiche suscitate dalla canzone di Povia: il triangolo è stato mostrato da Paolo Belli, Arisa, lo stesso Povia e dagli Afterhours.

### Noi dire Sanremo
Dopo un anno di "silenzio" il trio torna in radio, su RTL 102.5 e anche in televisione su RTL 102.5 TV per seguire la kermesse canora dal 15 al 19 febbraio 2011 e nuovamente tre anni dopo, dal 17 al 22 febbraio 2014. Il programma torna sei anni dopo (senza Carlo Taranto), dal 4 all'8 febbraio 2020 e nuovamente altri 4 anni dopo (sempre senza Carlo Taranto) dal 7 al 10 febbraio 2024.
Nel 2011 l'inviata torna ad essere Flavia Cercato, mentre nel 2014 e nel 2020 il trio è affiancato da Gigio D'Ambrosio e Laura Ghislandi. Nel 2020 a condurre è presente anche Mara Maionchi, mentre l'inviato dall'Ariston è Michele Monina. Nel 2024 i nuovi conduttori che affiancano il duo sono Niccolò Giustini, Martino Migli, Simone Palmieri e Giulia Taiana mentre l'inviato a Sanremo è stato, per le prime puntate, Vittorio Cosma; il programma è andato in onda anche sul canale Twitch della Gialappa's Band.
Iniziative
- 2011: L'iniziativa è stata quella del "Gufo con gli occhiali", omaggio al presentatore Gianni Morandi, mostrato dal Maestro Morini su una lavagnetta, pronunciato da Roberto Vecchioni alla fine della sua esibizione nella serata finale e portato sul palco dai Modà ed Emma tramite delle spillette e con la frase "Owl with glass" pronunciata dal cantante alla fine della sua esibizione di sabato 19 febbraio.
- 2014: Tramite alcuni cantanti in gara, la Gialappa's è riuscita a far comporre la frase "Tutto il resto è noia", in ricordo di Franco Califano.

### Mai dire Sanremo
Nel 2012 i "Gialappi" (senza Carlo Taranto) si spostano sulle frequenze di R101 dove commentano solo la serata finale del 18 febbraio insieme a Flavia Cercato oltre ad uno spazio di due ore ogni pomeriggio, dal 15 al 19 febbraio dove commentano la serata precedente all'interno del programma Stile libero. L'iniziativa di quell'anno fu la scritta "Stile libero" attaccata sulle giacche di Emma, Arisa e Noemi, finaliste dell'edizione.

### Twitch dire Sanremo
Nel 2022 la Gialappa's (ancora senza Carlo Taranto) insieme a Vittorio Cosma, commenta il Festival sul web e in particolare sulla piattaforma Twitch, dal 1° al 5 febbraio 2022. Affiancati da un ricco parterre di ospiti musicali, giornalisti e comici ospitati nello studio di registrazione del maestro Cosma, la web-trasmissione segue tutte le serate del Festival di Sanremo. Nel cast vi è anche Micol Azzurro per moderare i messaggi in arrivo e il pupazzo Dissocillo (già presente in Twitch dire Europei dell'anno precedente) per dissociarsi da opinioni potenzialmente indesiderate, viste le rigide regole della piattaforma.

### Gialappa's dire Sanremo
Nel 2025 l'ormai consolidato duo commenta il Festival insieme ad Andrea Amato e con la partecipazione del maestro Vittorio Cosma. Il programma è andato in onda sul web, sui canali ufficiali YouTube e Twitch della Gialappa's Band e trasmesso dal Telepass Store di Milano. Le serate seguite sono state solo le ultime tre, dal 13 al 15 febbraio 2025. Solito il format, con vari interventi e ospiti in collegamento, oltre al pupazzo Dissocillo.

## Mai dire Domenica
Mai dire Domenica è stato un programma televisivo condotto in diretta dalla Gialappa's Band e il Mago Forest in onda dal 27 gennaio 2002 al 2 maggio 2004 alle 20:30 in prima serata su Italia 1. Le puntate, come si deduce dal nome della trasmissione, andavano in onda alla domenica. Il programma è l'erede di Mai dire Gol, terminato nel febbraio 2001. Viene ripreso in modo massiccio il format usato nella seconda edizione di Mai dire Grande Fratello grazie anche al ritorno di molti comici e dei loro personaggi di quell'edizione. Ogni edizione si concludeva con una puntata di durata doppia, quindi di due ore.
Il programma cambia denominazione nelle edizioni successive a seconda del giorno di messa in onda:
- Mai dire Lunedì
- Mai dire Martedì

## Mai dire Iene
Mai dire Iene è stato un programma televisivo condotto dalla Gialappa's Band, il Mago Forest e Alessia Marcuzzi in onda dal 26 settembre al 5 dicembre 2004 alle 20:30, in prima serata su Italia 1.
Il programma, fusione dei format di Mai dire Domenica e Le Iene, nacque in seguito alla conduzione speciale dell'ultima puntata in prima serata de Le Iene Show della precedente stagione, andata in onda il 9 maggio 2004, in cui la Gialappa's Band e il Mago Forest affiancarono Luca e Paolo e Alessia Marcuzzi.
I buoni ascolti di quell'esperimento portarono alla realizzazione di un nuovo format, condotto dal consolidato trio umoristico, dal Mago Forest e dalla Marcuzzi, in ogni puntata figurava anche Natalino Balasso nelle vesti di Berto come aiuto-conduttore. Mai dire Iene univa le rubriche tradizionali de Le Iene (ovviamente commentate fuori campo dalla Gialappa's) con gli ingredienti umoristici di Mai dire Domenica (in particolare quelli curati da Forest e dal mago-iena Marco Berry). Mai dire Iene non ebbe il successo di pubblico sperato e l'anno successivo non venne riproposto; la Gialappa's riprese con Mai dire Lunedì e Le Iene tornarono al loro format tradizionale.

### Mai dire Candid
Mai dire Candid è stato un programma televisivo condotto in diretta dalla Gialappa's Band, il Mago Forest e Ilary Blasi in onda dal 13 settembre all'11 ottobre 2007 dalle 21:00 alle 23:00, ogni giovedì in prima serata su Italia 1. Il programma vede nuovamente collaborare il cast de Le Iene con la Gialappa's a distanza di tre anni da Mai dire Iene, infatti al termine delle puntate va proprio in onda il programma di Davide Parenti. Tema del programma stesso sono proprio le candid camera, le cui vittime spesso sono presenti in studio, dopo il relativo filmato, per commentarle.

## Mai dire Amici
Mai dire Amici è stato un programma televisivo condotto dalla Gialappa's Band con la partecipazione di Diana Del Bufalo in onda dal 9 febbraio al 14 marzo 2011, in seconda serata verso le 23:00, poi spostato verso l'una di notte, su Canale 5.

Questa trasmissione mostra i momenti più divertenti della fase serale della decima edizione di Amici di Maria De Filippi. Diana Del Bufalo, eliminata dal talent, è l'inviata speciale che “disturba” la prove e fa scherzi a ex colleghi ed insegnanti e mostra lati inediti e mai svelati del talent show. Le puntate andavano in onda durante il periodo del "serale" di Amici, prima il mercoledì e poi, dal 28 febbraio, al lunedì subito dopo ad una loro altra trasmissione, Mai dire Grande Fratello.

## Mai dire Gallery
Mai dire Gallery è stato un programma televisivo che ha mostrato alcuni estratti delle vecchie trasmissioni Mai dire... della Gialappa's Band. In onda dal 1º ottobre 2011 fino alla metà del 2019 su Italia 2 inizialmente il sabato alle 22:00. Da fine febbraio 2012 vanno in onda le nuove puntate il lunedì alle 21:30. Da settembre 2012, il programma si sposta al martedì sempre in prima serata con le nuove puntate. Dal settembre 2013 vanno in onda le repliche delle puntate già trasmesse con l'aggiunta di qualche sketch inedito. La messa in onda ricopriva quasi tutta la settimana con l'aggiunta della versione Mai dire Gallery - Pillole, della durata di 10 minuti. Dal 16 aprile 2020 fino alla seconda metà del medesimo anno è tornato in onda in replica periodicamente in prima serata su Mediaset Extra, tornando poi in onda non regolarmente nella prima metà del 2021.

## Mai dire Provini
Mai dire Provini è stato un programma televisivo condotto dalla Gialappa's Band in onda dal 21 marzo al 25 aprile 2013 al giovedì in seconda serata verso mezzanotte, su Canale 5.

Il programma mostra i provini più divertenti del talent show Italia's Got Talent e di altri programmi come Passaparola, Grande Fratello, Operazione Trionfo e La pupa e il secchione oltre a sketch presi dalle vecchie trasmissioni di Mai dire....

## Rai dire Niùs
Rai dire Niùs è stato un programma televisivo condotto dalla Gialappa's Band, il Mago Forest e Mia Ceran in onda dal 13 febbraio al 9 giugno 2017 dal lunedì al venerdi, alle 21:00 su Rai 2.

Il programma era la parodia di un telegiornale dove vengono annunciate le notizie della giornata in chiave comica oltre a proporre divertenti filmati provenienti dal web. Il programma era condotto dai due anchorman, Mago Forest e Mia Ceran, con le voci della Gialappa's in sottofondo. Lo studio era arredato come quello di un vero e proprio TG dove prendono parte anche alcuni inviati tra cui Marcello Cesena nei panni del meteorologo.

## Mai dire Talk
Mai dire Talk è stato un programma televisivo condotto dalla Gialappa's Band, il Mago Forest, Greta Mauro e Stefania Scordio andato in onda dal 29 novembre 2018 al 25 gennaio 2019 al giovedì in prima serata alle 21:25 su Italia 1.
Il programma era strutturato come un talk show, con opinionisti e ospiti, nel quale si parla di cronaca, ma non viene tralasciato l'aspetto comico che da sempre contraddistingue i programmi di Mai dire.... Il programma è preceduto da un'anteprima, Anteprima Mai dire Talk.
Hanno fatto parte del cast anche vari comici, tra cui Maccio Capatonda (con l'interpretazione di Jerry Polemica e il ritorno dei celebri trailer), Marcello Cesena (con il ritorno di Sensualità a corte e altri nuovi personaggi), Ale e Franz, Raul Cremona, Giovanni Cacioppo, Antonio Ornano, Brenda Lodigiani, oltre alle imitazioni proposte da Max Giusti, Giovanni Vernia, Liliana Fiorelli, Francesca Manzini, il duo Le coliche, Francesco Marioni, Michela Giraud, Alfredo Colina, Stefano Rapone e Francesco Frascà. Il programma inoltre seguiva la web serie I segreti di Valle Hills.
La prima serie di puntate è andata in onda dal 29 novembre al 13 dicembre 2018. La seconda serie è andata in onda dal 10 al 25 gennaio 2019 (con l'ultima puntata in onda al venerdì). Dal 15 aprile al 17 maggio 2019 sono andate in onda, nel tardo pomeriggio, delle puntate della durata di 5/10 minuti estrapolate dalle puntate in prima serata già trasmesse, intitolate Mai dire Talk - Pillole.

## Altro
Gli storici programmi di Mai dire... hanno avuto seguito anche al di fuori di televisioni, radio e internet attraverso filmati e raccolte video dei migliori sketch e spezzoni del longevo format della Gialappa's Band oltre a spettacoli, libri ed eventi.

### Mai dire Web
Nel marzo 2000 nasce www.maidireweb.it, il primo sito ufficiale di Mai dire... voluto dalla Gialappa's, soprattutto per chiarire ai fan che i numerosi siti che nacquero al tempo non avevano nessun rapporto diretto con il trio comico, evitando in questo modo di creare confusione. Sul sito erano presenti svariati filmati estratti dalle trasmissioni di Mai dire... ma anche filmati inediti che non venivano mandati in onda ma erano "esclusiva" del web. Era presente anche una chat dove gli utenti potevano interagire. Il sito web poteva essere usato anche per le segnalazioni e richieste del pubblico.
Il progetto tramontò intorno al 2007 quando tutti i filmati presenti sul sito vennero rimossi a causa di un disaccordo tra la Gialappa's e la concessionaria di pubblicità Publitalia che contravvenne ad accordi presi in passato con il trio riguardanti i banner pubblicitari. Obbiettivo dei "Gialappi" era quello di impedire che certi inserzionisti ottenessero spazi pubblicitari sgraditi che potessero danneggiare l'immagine del trio. Dal 2007 non è più il sito ufficiale della Gialappa's Band, venendo poi definitivamente chiuso nel 2012.

### Mai dire Show
Mai dire Show è stato uno spettacolo teatrale di alcuni dei più importanti comici che hanno preso parte ai programmi di Mai dire..., messo in atto il 21 gennaio 2002 al Filaforum di Assago. Lo spettacolo, presentato da Alessia Marcuzzi e la Gialappa's Band, ha visto partecipare Aldo, Giovanni e Giacomo, Paola Cortellesi, Lella Costa, Maurizio Crozza, Fabio De Luigi, Paolo Hendel e Luciana Littizzetto portando in scena i collaudati successi e improvvisazioni. I proventi sono stati devoluti all'associazione umanitaria Emergency di Gino Strada.

### Mai dire Story
Mai dire Story è una raccolta di 2 volumi composti ciascuno da 10 DVD, editi da RTI Mediaset e curati da Fivestore, usciti in edicola tra il 2010 e il 2011 per celebrare i 25 anni della Gialappa's Band. La collana racchiude il meglio delle trasmissioni della Gialappa's Band andate in onda nel corso degli anni, da Mai dire Banzai fino ai più recenti Mai dire... dove è possibile rivedere tutti i personaggi creati dai comici, i filmati e i tormentoni che hanno contraddistinto i programmi del format del trio Santin-Gherarducci-Taranto dei quali molti selezionati proprio da loro. Alcuni DVD sono inoltre arricchiti da contenuti extra, materiale d'archivio e chicche inedite, ogni DVD dura 80 minuti.

#### Mai dire Story
| Numero DVD | Titolo                                         | Tagline | Contenuti | Uscita           |
| ---------- | ---------------------------------------------- | --- | --- | ---------------- |
| 1          | Mai dire Gol - La Leggenda                     | Dai successi di Mai dire Gol, i filmati e i comici entrati nella leggenda: le interviste impossibili, gli "ipse dixit", Caccamo, Frengo e stop, i Sardi... | Caccamo, Frengo, I Sardi, Pravettoni, Lisci di periferia, II meglio delle interviste, Ipse dixit, Uguccione, Trapattoni, Mosca, Micio, Mago Mornati Extra: L'esordio della Gialappa's Band                 | 1º ottobre 2010  |
| 2          | Mai dire Gol - Mostri Sacri                    | Imperdibili... tutti i big entrati nella storia di Mai dire...: De Luigi, Albanese, Littizzetto, Hendel e molti altri.                                     | Mago Forest, Lolita, Fontecedro, Alex Drastico, Trippy, Ingegner Cane, Bibendus, Nonno multimediale, Guastardo, Nives, Dottor Alzheimer, Olmo Extra: Gli ipse dixit imperdibili e il calcio internazionale | 8 ottobre 2010   |
| 3          | Mai dire Grande Fratello - Facce da Reality    | Tutto il meglio delle migliori edizioni di Mai dire Grande Fratello: comprese le perle indimenticabili del GF 10.                                          | Ottusangolo, La suite della felicità, Filippo Nardi, Lorenzo e Tati, Pappalardo, Guendalina, Mauro e George, Pasquale e Victoria                                                                           | 15 ottobre 2010  |
| 4          | Mai dire Gol - Greatest shits                  | Nessuna pietà: i filmati più irriverenti e dissacranti. | I Bulgari, Imbruglia, Luca e Paolo, Lisci di periferia, Ale e Franz, Vettorello, Pier Piero, Le interviste possibili                                                                                       | 22 ottobre 2010  |
| 5          | Mai dire Gol - Fenomeni della TV               | Il peggio più divertente della tv con commento della Gialappa's.                                                                                           | Supervero TV, Ficarra e Picone, Bum Bum Picozza, Tafazzi, Telenovela Piemontese, Luca Giurato, Guido Cimurro                                                                                               | 29 ottobre 2010  |
| 6          | Mai dire Gol - Grandi Inviati                  | Da Caccamo a Pier Piero, tutti gli inviati storici di Mai dire...                                                                                          | Silvana, I Sardi, Rubagotti, Littizzetto, Alfio Muschio, Tomba, Imbruglia, Nullazzo, Fontecedro, Lucarelli, Speciale Cinema                                                                                | 5 novembre 2010  |
| 7          | Mai dire Grande Fratello - Mai dire GF & Figli | I filmati dei reality passati alla storia. | Lo Scherzomane, L'Intelligente, Patrick e Carolina, Fabiano e Laura, L'ingegnere, George, Fedro, Ciccio Graziani                                                                                           | 12 novembre 2010 |
| 8          | Mai dire Gol - Dal Gollonzo al Pippero         | Il calcio di Vai col liscio, gollonzi, interviste impossibili...                                                                                           | Calcio internazionale, Peo Pericoli, Vai col liscio, Sacchi, Piccinini, Pippero stranieri, Patatini, Medioman                                                                                              | 19 novembre 2010 |
| 9          | Mai dire Gol - Uno sport, un perché            | Dallo sci alla corsa con il formaggio, tutto il peggio dello sport.                                                                                        | Baseball, Basket a cavallo, Calcio Gaelico, Corsa all'indietro, Bradbury, Mondiali di Ornus, Piede di Ferro, Fonseca, Puddu                                                                                | 26 novembre 2010 |
| 10         | Mai dire Banzai - Dal Giappone con furore      | I giochi impossibili di Mai dire Banzai. | Panzonissima, Lo slittino fatale, Il tarzan del Giappone, Il duello dei cotton fioc, Il sarchia pone a pile, Palla, fango e melassa, Vecchio scarpone, L'allegro cornutone                                 | 3 dicembre 2010  |

#### Mai dire Story 2
| Numero DVD | Titolo                                                          | Tagline | Contenuti | Uscita           |
| ---------- | --------------------------------------------------------------- | --- | --- | ---------------- |
| 1          | Mai dire Grande Fratello - Le origini                           | Provini, gaffes, i concorrenti e le imitazioni indimenticabili, dalle origini di Mai dire Grande Fratello.       | L'Ottusangolo, Salvo Veneziano, Medioman, Cercasi materia grigia, Filippo Nardi, Il Gatto e la Volpe, Mascia Ferri, La Mamma                                                                               | 10 dicembre 2010 |
| 2          | Mai dire Domenica - Maghi della Domenica                        | Oronzo, Forest, Gabriel e Mornati.. e altri fenomeni della magia.                                                | Letizia Moratti e il bimbo Maiuscolo, Sabbri, Thomas Prostata, De Lollis, Dottor Frattale, Mago Forest, Oronzo, I Bulgari e Natolia, La zingara Cloris                                                     | 17 dicembre 2010 |
| 3          | Mai dire Grande Fratello - Da Ipotenusa a Patrick               | Katia e il principe zerbino, i proverbi di Pasquale, Patrick il pompiere e molto altro!                          | Attrazione fatale, La fatina peruviana, Lucia Ocone, Ascanio e Katia, Pasquale e Victoria, Fedro, Serena, Il trionfo dell'Ipotenusa                                                                        | 23 dicembre 2010 |
| 4          | Mai dire Domenica - Sarebbero famosi                            | Olmo e Vanette, Anna Oxa e Giorgia... la musica delle migliori imitazioni!                                       | Mirko, Simon & Garfunkel, Mariottide, Gigi e Ross, Demo Morselli, Bimbo Orizio, Miguel Bosè, I Tre Tenori, Claudio Bisio, Maurizio Crozza, Luciana Littizzetto, Paola Cortellesi, Elio e le Storie Tese    | 31 dicembre 2010 |
| 5          | Mai dire Grande Fratello - Da Jonathan a Man-Lò                 | Alessandro il barbaro, Man-Lo dalla Cina e un confronto tra poeti...                                             | Jonathan, Guido, Alessandro, Man-Lò, Lucio, Fabiano, Augusto, Pier Renato, Profumo d'Oriente, Attila contro Provolino, Il giardino incantato                                                               | 7 gennaio 2011   |
| 6          | Mai dire Domenica - Serialità a corte                           | Jean Claude, Maccio, I Muratori e Medioman.... le fiction invadono Mai dire...                                   | Sensualità a corte, Medioman, Muratori, Lettera 22, Storia Minima dell'Arte, Il gurzo, Piccol, Dan & Debbie, Dottor Scarpa, Maurizio Crozza, Ugo Dighero, Maccio Capatonda, Dr. House, Luciana Littizzetto | 14 gennaio 2011  |
| 7          | Mai dire Grande Fratello - Da Orsacchio al Cumenda              | Milo alla conquista di Guendalina, "Orsacchio" re degli scacchi, la moda secondo il "Cumenda" e molto altro!     | Raffaella Fico per nemico, L'antistress di Christine, Lo zen, Orsacchio e l'arte di buscarle, Pantani fa Roberto, Guendalina, Milo e i provini più improbabili...                                          | 21 gennaio 2011  |
| 8          | Mai dire Grande Fratello - Da Carismio a George                 | Gli aneddoti di Vittorio, George principe della casa e le avventure erotiche di Carismio sono solo all'inizio... | Il sommo poeta, Carismio, Veronica, Così parlò il principe, Quando il pitbull non c'è, Massimo, Mauro, I soliti ignoti, Vittorio, C'era una volta il west, Gianluca, Cristina e gli imperdibili provini    | 28 gennaio 2011  |
| 9          | Mai dire Gol - Mai dire Zero                                    | Inediti, chicche introvabili e filmati mai andati in onda!                                                       | Mai dire Candid, Parlomat, Mai dire web, L'esclusiva puntata zero della Gialappa's Band su Mediaset Premium e molto altro mai visto in tv...                                                               | 4 febbraio 2011  |
| 10         | Tutti gli uomini del deficiente - Un film della Gialappa's Band | Il grande cinema della Gialappa's Band sbarca in Mai dire Story!                                                 | Il film della Gialappa's Band uscito nel 1999, con la regia di Paolo Costella | 11 febbraio 2011 |

### Mai dire Noi
Mai dire Noi, sottotitolato Tutto quello che non avreste voluto sapere, è il primo libro della Gialappa's Band. Edito da Mondadori Electa e scritto in collaborazione con l'autore televisivo Andrea Amato, è uscito il 22 novembre 2022 ed è composto da 424 pagine nelle quali le tre voci fuori campo più famose della televisione italiana raccontano la loro vita insieme, con spazio anche per racconti separati per ricordare aneddoti curiosi, sia con interviste ad alcuni dei comici che hanno preso parte alle loro trasmissioni, dove vengono svelati molti retroscena dal dietro le quinte di quasi 35 anni di programmi condotti insieme. La prefazione del libro è di Walter Veltroni.

### Noi dire Elezioni
Noi dire Elezioni è stato un evento tenutosi il 9 giugno 2024 presso il museo Esperienza Europa – David Sassoli a Roma e organizzato dall'Ufficio del Parlamento europeo e dalla Rappresentanza in Italia della Commissione europea con la partecipazione di artisti, attivisti, giornalisti ed esperti di politica nazionale e internazionale per discutere, attraverso dibattiti, sul voto delle elezioni europee 2024. La prima parte della serata, in attesa della chiusura di seggi, è stata curata dalla Gialappa's Band (Marco Santin e Giorgio Gherarducci).

## Riconoscimenti
Mai dire Gol
- 1991 - Premio regia televisiva come Miglior trasmissione sportiva
- 1993 - Telegatto come Miglior trasmissione sportiva
- 1993 - Premio regia televisiva come Miglior trasmissione sportiva
- 1994 - Premio regia televisiva categoria Top ten
- 1995 - Premio regia televisiva categoria Top ten
- 1995 - Telegatto come Miglior trasmissione sportiva
- 1996 - Premio regia televisiva come Miglior trasmissione sportiva per il pubblico
- 1996 - Telegatto come Miglior trasmissione sportiva
- 1997 - Premio regia televisiva categoria Top ten
- 1998 - Premio regia televisiva categoria Top ten

Mai dire Grande Fratello
- 2001 - Premio regia televisiva categoria Top ten

Mai dire Domenica
- 2003 - Premio regia televisiva categoria Top ten
- 2004 - Premio regia televisiva categoria Top ten

Mai dire Lunedì
- 2005 - Premio Ideona